# Шейдібрук (Техас)
Шейдібрук (англ. Shadybrook) — переписна місцевість (CDP) в США, в окрузі Черокі штату Техас. Населення — 2400 осіб (2020).

## Географія
Шейдібрук розташований за координатами 32°6′48″ пн. ш. 95°25′28″ зх. д. / 32.11333° пн. ш. 95.42444° зх. д. (32.113428, -95.424501).  За даними Бюро перепису населення США в 2010 році переписна місцевість мала площу 23,99 км², з яких 19,99 км² — суходіл та 4,00 км² — водойми.

## Демографія
Згідно з переписом 2010 року, у переписній місцевості мешкало 1967 осіб у 750 домогосподарствах у складі 553 родин. Густота населення становила 82 особи/км².  Було 934 помешкання (39/км²).
Расовий склад населення:
| - 88,1 % — білих - 5,4 % — чорних або афроамериканців - 0,8 % — корінних американців - 0,3 % — азіатів - 2,4 % — осіб інших рас |

До двох чи більше рас належало 3,1 %. Частка іспаномовних становила 5,0 % від усіх жителів.
За віковим діапазоном населення розподілялося таким чином: 24,9 % — особи молодші 18 років, 61,8 % — особи у віці 18—64 років, 13,3 % — особи у віці 65 років та старші. Медіана віку мешканця становила 40,1 року. На 100 осіб жіночої статі у переписній місцевості припадало 100,1 чоловіків;  на 100 жінок у віці від 18 років та старших — 95,8 чоловіків також старших 18 років.
Середній дохід на одне домашнє господарство  становив 53 108 доларів США (медіана — 41 171), а середній дохід на одну сім'ю — 60 297 доларів (медіана — 42 252). Медіана доходів становила 43 068 доларів для чоловіків та 31 146 доларів для жінок. За межею бідності перебувало 23,3 % осіб, у тому числі 56,5 % дітей у віці до 18 років та 13,7 % осіб у віці 65 років та старших.
Цивільне працевлаштоване населення становило 823 особи. Основні галузі зайнятості: роздрібна торгівля — 21,7 %, освіта, охорона здоров'я та соціальна допомога — 17,7 %, будівництво — 17,5 %.